# Sorus (ort i Azerbajdzjan)
Sorus är en ort i Azerbajdzjan.   Den ligger i distriktet Lerik Rayonu, i den södra delen av landet, 210 km sydväst om huvudstaden Baku. Sorus ligger 777 meter över havet och antalet invånare är 735.
Terrängen runt Sorus är kuperad åt nordost, men åt sydväst är den bergig. Närmaste större samhälle är Lerik, 9,8 km söder om Sorus. 
Trakten runt Sorus består till största delen av jordbruksmark. Runt Sorus är det ganska tätbefolkat, med 60 invånare per kvadratkilometer.